# 戴德维尔 (阿拉巴马州)
戴德维尔（英文：Dadeville），是美国阿拉巴马州下属的一座城市。面积约为15.94平方英里（约合41.29平方公里）。根据2010年美国人口普查，该市有人口3,230人，人口密度为202.62/平方英里（约合78.23/平方公里）。